# Kodiak Station
Kodiak Station is een plaats (census-designated place) in de Amerikaanse staat Alaska, en valt bestuurlijk gezien onder Kodiak Island Borough.

## Demografie
Bij de volkstelling in 2000 werd het aantal inwoners vastgesteld op 1840.

## Geografie
Volgens het United States Census Bureau beslaat de plaats een oppervlakte van
79,7 km², waarvan 60,7 km² land en 19,0 km² water.

## Plaatsen in de nabije omgeving
De onderstaande figuur toont nabijgelegen plaatsen in een straal van 40 km rond Kodiak Station.